# Отдельный казачий корпус
Отдельный казачий корпус — казачье соединение Комитета освобождения народов России, сформировано в апреле 1945 года путём реорганизации Казачьего Стана.

## Историческая канва
27 апреля 1945 года Казачий Стан был реорганизован в Отдельный казачий корпус под командованием Походного Атамана генерал-майора Доманова. На тот момент в составе корпуса насчитывалось 18 395 строевых казаков и 17 014 беженцев.
Корпус перешёл под управление командующего РОА генерала А. Власова. Уже 30 апреля командующий германскими войсками в Италии генерал Ретингер принял решение о капитуляции. В этих условиях руководство Стана приказало казакам перейти из Италии в Восточный Тироль, на территорию Австрии. Общая численность Казачьего Стана на этот момент составляла около 40 тысяч казаков с семьями. 2 мая 1945 года начался переход через Альпы, а на Пасху 10 мая казаки Стана подошли к Лиенцу. Вскоре туда же подошли другие казачьи части ВС КОНР.
18 мая 1945 года Стан капитулировал перед британскими войсками, пленные казаки были размещены в нескольких лагерях, а позднее выданы советскому командованию (см. также Операция «Килхол»). Выдача обернулась трагедией: казаки оказали сопротивление британским солдатам, многие покончили жизнь самоубийством.

## Управление корпуса
- Командир корпуса — Походный Атаман генерал-майор Т. И. Доманов
- 1-й личный адъютант Атамана — майор Трофименков
- 2-й личный адъютант Атамана — есаул Решков
- 3-й личный адъютант и переводчик Атамана — есаул М. А. Бутлеров
- Командир взвода личной охраны Атамана — сотник Д. Плешаков
- Штаб корпуса и подразделения корпусного подчинения
- Начальник штаба — генерал-майор М. К. Саломахин
- Начальник оперативно-строевого отдела — полковник Якуцевич
- Начальник административно-хозяйственного отдела — войсковой старшина Смычек
- Начальник отдела снабжения — полковник Ермаков
- Начальник отдела интендантства — полковник И. К. Попов
- Начальник отдела тыла — полковник Хренников
- Комендант штаба — полковник Чибиняев
- В распоряжении офицерского резерва корпуса — войсковой старшина А. И. Тихоновский

### Комендантский пластунский дивизион
- Командир дивизиона — полковник Чибиняев
- Командир 1-й сотни — есаул Т. Коркишко
- Командир 2-й сотни — хорунжий Н. Л. Руденко
- Командир лёгкой штабной батареи — майор П. Г. Потапов

### Казачье юнкерское училище
- Начальник училища — полковник А. И. Медынский
- Адъютант училища — есаул Нодушкин
- Инспектор училища — полковник П. Н. Краснов
- Командир 1-й юнкерской сотни — полковник Джалюк
- Командир 2-й юнкерской сотни — полковник Б. Г. Вдовенко
- Командир инженерного взвода — сотник Н. Н. Краснов
- Командир училищной батареи — майор Лощинский
- Командир училищной пулемётной команды — сотник Гущин

### Войсковая казачья учебная команда
- Начальник команды — войсковой старшина А. И. Коваленков
- Заместитель начальника команды — майор Ю. И. Андреев

### Казачий офицерский дивизион
- Командир дивизиона — полковник Е. А. Михайлов
- Адъютант дивизиона — есаул Щербинин
- Командир 1-й сотни — войсковой старшина Г. П. Просвирин
- Командир 2-й сотни — войсковой старшина Г. Н. Шамшев
- Командир штаб-офицерского взвода — полковник Илларионов
- Начальник пулемётной команды — сотник И. Н. Дахин

### Отдельный конный жандармский дивизион
- Командир дивизиона — войсковой старшина Г. А. Назыков
- Адъютант дивизиона — хорунжий И. Банников
- Командир 1-й сотни — есаул Г. Дурнев
- Командир 2-й сотни — сотник Р. А. Кандырин

### «Казачья автомотошкола» (разведывательно-диверсионная особая группа «Атаман»)
- Командир группы — майор Б. И. Кантемир
- Личный адъютант командира группы — сотник Ю. Турлучёв
- Начальник хозяйственной части группы — есаул Данилов
- Преподавательский состав группы: подъесаул Топка, сотник Шаманов, сотник Щербина, хорунжий Чаплинский

### Корпусной арсенал
- Начальник арсенала — полковник Часовников
- Помощник начальника арсенала — войсковой старшина Кутырев

## Строевые подразделения корпуса

### 1-я казачья пластунская дивизия
- Начальник дивизии — генерал-майор Д. А. Силкин
- Начальник штаба дивизии — полковник Г. Т. Шорников
- Интендант дивизии — войсковой старшина И. Р. Пузапов
- Старший адъютант штаба дивизии — сотник А. Кикодзе
- Командир штабной сотни — есаул Селезнёв
- Командир инженерно-технической сотни — войсковой старшина Ефименко
- Командир сотни связи — майор Зуев
- Командир сотни дивизионной разведки — майор Маринин
- Командир жандармской сотни — майор Чаусов
- Командир сотни обозно-вещевого довольствия — майор Е. Куколевсков
- Командир дивизионного авто-броневого отряда — майор И. А. Михайленков

#### 1-я Донская казачья пластунская бригада
- Командир бригады — генерал-майор Воронин
- Начальник штаба бригады — войсковой старшина И. П. Астахов
- Старший адъютант штаба бригады — сотник Самохвалов

##### 1-й Донской казачий пластунский полк
- Командир полка — генерал-майор И. В. Балабин
- Помощник командира полка — войсковой старшина И. Е. Егоров
- Командир 1-й Донской казачьей лёгкой батареи — сотник В. Н. Черячукин

##### 2-й Донской казачий пластунский полк
- Командир полка — войсковой старшина Рыковсков
- Помощник командира полка — войсковой старшина Кульгавов
- Командир 2-й Донской казачьей лёгкой батареи — есаул A.M. Софронов

#### 2-я сводная казачья пластунская бригада
- Командир бригады — генерал-майор Е. С. Тихоцкий
- Начальник штаба бригады — полковник П. О. Шурупов
- Старший адъютант штаба бригады — есаул Сидоренко

##### 3-й Кубанский казачий пластунский полк
- Командир полка — генерал-майор П. В. Головко
- Помощник командира полка — войсковой старшина Н. Головко
- Полковой адъютант — майор Старицкий
- Командир 3-й Кубанской казачьей лёгкой батареи — сотник Федулин

##### 4-й Терско-Ставропольский казачий пластунский полк
- Командир полка — полковник И. А. Морозов
- Помощник командира полка — майор Н. И. Мамонтов
- Командир 4-й Терско-Ставропольской казачьей легкой батареи — сотник Егоров

### 2-я казачья пластунская дивизия
- Начальник дивизии — генерал-майор Г. П. Тарасенко
- Начальник штаба дивизии — полковник Макарычев
- Интендант дивизии — полковник Закотнов
- Старший адъютант дивизии — майор Горпенин

#### 3-я сводная казачья пластунская бригада
- Командир бригады — полковник Гнейлах
- Начальник штаба бригады — войсковой старшина Забазнов
- Старший адъютант штаба бригады — есаул П. Смирнов

##### 5-й сводный казачий пластунский полк
- Командир полка — полковник А. А. Полупанов
- Помощник командира полка — войсковой старшина А. И. Чекановский
- Командир 5-й сводной казачьей лёгкой батареи — есаул И. В. Усачёв

##### 6-й Донской казачий пластунский полк
- Командир полка — полковник Ф. Шевырев
- Помощник командира полка — войсковой старшина И. А. Запорожцев
- Командир 6-й сводной казачьей батареи — сотник Г. В. Давыдов

#### 4-я сводная казачья пластунская бригада
- И.д. командира бригады — полковник В. А. Лобасевич
- Начальник штаба бригады — войсковой старшина В. Каргальсков
- Старший адъютант штаба бригады — сотник П. Попов

##### 3-й казачий запасной пластунский полк
- И.д. командира полка — войсковой старшина Овсянников
- Помощник командира полка — войсковой старшина Журавлёв
- Командир 1-го Донского казачьего пластунского батальона станичной самообороны — майор Поевов (адъютант батальона — сотник Мордовия)
- Командир 2-го Донского казачьего пластунского батальона станичной самообороны — майор Тюкин (адъютант батальона — сотник Скрипка)
- Командир 3-го Донского казачьего пластунского батальона станичной самообороны — майор П. И. Масленников (адъютант батальона — сотник В. А. Хохлачёв)

##### Отдельный казачий отряд
- Командир отряда — полковник Греков (адъютант отряда — есаул Суржин)
- Командир отдельной казачьей батареи — майор И. Сахно

### Отдельные строевые полки корпуса

#### 1-й казачий конный полк
- Командир полка — полковник A.M. Голубов
- Помощник командира полка — войсковой старшина Д. Страхов
- Полковой адъютант — есаул П. Головинский
- Командир конного казачьего жандармского взвода — хорунжий Жаев
- Начальник команды связи — сотник Закс
- Начальник конно-сапёрной команды — хорунжий В. Чумаков
- Командир 8-й казачьей лёгкой батареи — сотник Пиноцци

#### Атаманский казачий конный конвойный полк
- Командир полка — генерал-майор Л. В. Васильев
- Помощник командира полка — войсковой старшина Н. Рудаков